# لیسویتس
لیسویتس (به لاتین: Lisewiec) یک روستا در لهستان است که در گمینا کولبوده واقع شده‌است. لیسویتس ۲۱۸ نفر جمعیت دارد.